# Кюкю
Кюкю, куку или чучу (перс. کوکو‎, азерб. kükü; тал. күкү; произносится также как чючю, чюк, кюк) — яично-овощное блюдо иранского происхождения. Распространено в Азербайджане и примыкающих к нему районах Дагестана, в Узбекистане и Таджикистане (в среднеазиатских республиках носит название кюк-бийрон).

## Виды
Талыши готовят куку из различных ингредиентов и в различных формах. Изначальное название блюда куку подразумевает ореховое куку («визә куку»), так как куку состоит главным образом из грецкого ореха, яиц, некоторого количества трав. Также талыши готовят «сәбзи куку» (травяное куку), «бумәсефә куку» (картофельное куку), «бодымҹонә куку» (баклажановое куку). «Сәбзи куку» талыши ещё называют «ду куку», что переводится, как куку-обманка, так как блюдо не содержит изначального орехового ингредиента.

## Способ приготовления
Куриные яйца и зелень смешивают с солью, чёрным перцем, грецким орехом, иногда мукой, барбарисом, разрыхлителем и молотым шафраном. Затем смесь выливают в предварительно нагретую смазанную маслом сковороду, и жарят на слабом огне. В ряде регионов это блюдо подаётся на праздники, включая свадьбы. Конечным результатом является омлет, похожий на пирожное, который обычно подают с хлебом, но он может сопровождаться с рисом, особенно в северной иранской провинции Гилян, где потребление риса в целом традиционно предпочиталось хлебу.